# Isabel Muñoz
Pour les articles homonymes, voir Muñoz.
Isabel Muñoz est une photographe espagnole née en 1951 à Barcelone. 
Elle a reçu en 2016 le prix national de la photographie.

## Biographie
Elle est née en 1951 à Barcelone. À l'âge de 20 ans, Isabel Muñoz s'installe à Madrid où elle décide de se consacrer à la photographie en s'inscrivant à l'atelier de Photocentro.
En 1986, elle présente sa première exposition Toques à l'Institut Français de Madrid. Les expositions se succèdent ensuite durant les 20 années suivantes.
Ses photographies en noir et blanc sont consacrées à l'être humain, à travers des fragments du corps ou des images de toreros, danseurs ou guerriers,,
Elle reçoit en 2016 le prix national de la photographie (Premio Nacional de la Fotografía).
Isabel Muñoz vit et travaille à Madrid. Elle est membre de l'Agence VU.

## Publications
- Parade Nuptiale, 1992, Fata Morgana, textes de Gérard Macé.
- María Ilusión, 1995, Plume
- Rome Efemer, 1997, Gallimard
- Figures Sans Visages, 1997, Fata Morgana, textes de Gérard Macé.
- Rome, l'invention du Baroque, 1997, Marval, textes de Gérard Macé.
- Isabel Muñoz, 2000, La Fábrica, textes de Christian Caujolle.

## Expositions
Liste non exhaustive
- 2010 : Infancia, Caixaforum, Madrid
- 2021 : 1001, Centre de la photographie de Mougins, jusqu’au 3 octobre 2021[5]

## Collections
- Maison européenne de la photographie (Paris),
- New Museum of Contemporary Art (New York)
- Contemporary Arts Museum (Houston).

## Prix
- 1999 : Medalla de Oro en la Bienal de Alejandría,
- 2000 : World Press Photo, 2e prix, catégorie Arts and Entertainment, pour « Chines Martial Arts Training »[6]
- 2005 : World Press Photo, 3e prix, catégorie Portraits Stories  pour « The Surma people of Ethiopia »[7]
- 2016 : Prix national de la photographie (Espagne)[4]

## Distinction
- 2009 :  Médaille d'or du mérite des beaux-arts par le Ministère espagnol de l'Éducation, de la Culture et des Sports[8].